# Korttålärkor
Korttålärkor (Calandrella) är ett släkte i familjen lärkor inom ordningen tättingar. Släktet omfattar numera vanligen sex arter som förekommer från södra Europa till Kina, Arabiska halvön och Sydafrika:
- Rostkronad lärka (C. blanfordi)
- Brunkronad lärka (C. eremica)
- Korttålärka (C. brachydactyla)
- Rödkronad lärka (C. cinerea)
- Mongolisk korttålärka (C. dukhunensis)
- Tibetansk korttålärka (C. acutirostris)

Tidigare inkluderades även dvärglärkorna i Calandrella, men genetiska studier visar att de inte är varandras närmaste släktingar och förs numera till det egna släktet Alaudala.